# Eduardo Lages
Eduardo José Soares Lages, mais conhecido como Eduardo Lages (Niterói, 11 de março de 1947) é um maestro, pianista, arranjador, compositor e produtor musical brasileiro.

## Carreira

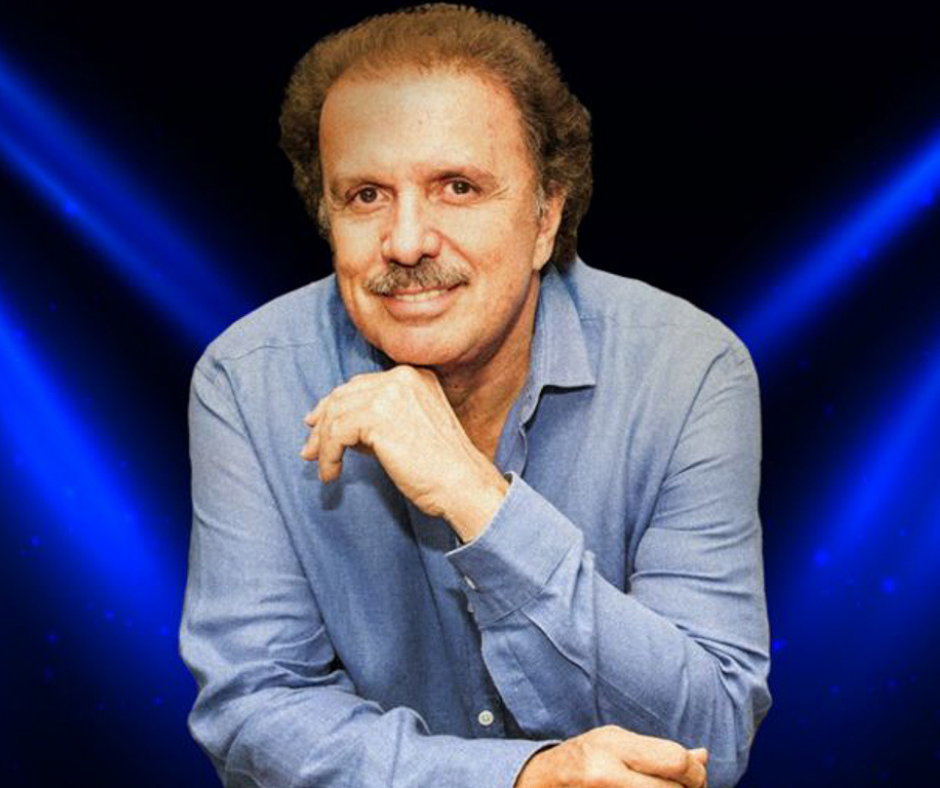
Maestro Eduardo Lages

Aos cinco anos de idade, Eduardo Lages já tocava piano clássico. Depois, jovem, entrou pra o “Movimento Artístico Universitário” - MAU, já exercendo as funções de regente, arranjador e compositor. Posteriormente passou a exercer as mesmas funções na Rede Globo de Televisão, onde compôs diversas vinhetas musicais para a emissora, como as do "Jornal Nacional", "Sessão de Gala" e "Jornal das Dez", entre outras. Fez arranjos pra muitos artistas famosos, como Benito di Paula, Zezé di Camargo e Luciano, Marina Elali, Ângela Maria, Chitãozinho e Xororó, Nelson Gonçalves, Moacyr Franco, Rick e Renner, Orquestra Sinfônica Brasileira e vários outros.

## Festivais
Nos anos 60 e 70, Eduardo participou de muitos festivais e foi compositor de várias canções premiadas:
- "Canto da Praia Grande" (interpretada pelo Momento Quatro) - 1º lugar no Festival Fluminense da Canção Popular (1969);
- "A nave" (interpretada por Claudia) - 1º lugar no Festival Fluminense da Canção Popular (1972);
- "Água clara" (interpretada por Eduardo Conde) - 1º lugar no Festival de Belo Horizonte;
- "Canção de amor e paz" (interpretada por Claudia) - 1º lugar no Festival da Canção do México e agraciada com os prêmios de Melhor Música, Melhor Letra, Melhor Arranjo e Melhor Intérprete;
- "Razão de paz pra não cantar" (interpretada por Claudia), 4° lugar no IV Festival Internacional da Canção Popular, 1º lugar no Festival Fluminense da Canção Popular (1971) e premiada nas categorias Melhor Música, Melhor Letra, Melhor Arranjo e Melhor Intérprete no Festival da Canção do Peru;
- "Retirada" (interpretada por Sonia Lemos) - 2º lugar no Festival Fluminense da Canção Popular (1970).

## Prêmios
Ao longo de sua carreira, recebeu diversos prêmios, como Melhor Compositor de 1970 (Associação Fluminense de Jornalistas), Honra ao Mérito de 1979 por Serviços Prestados (Conselho Regional da Ordem dos Músicos do Brasil), Honra ao Mérito de 1987 (Academia Internacional de Música) e Troféu Rádio Globo 1980, como Melhor Maestro, entre outros.

## Parceria com Roberto Carlos
Eduardo Lages é também conhecido por sua longa parceria com o cantor Roberto Carlos. Trabalham juntos desde 1977. Eduardo já participou de mais de 3.000 shows do artista, que inclusive já gravou várias de suas composições.

## Discos
Eduardo Lages gravou em carreira solo sete CDs e um DVD, todos instrumentais com composições suas e de outros artistas:
- Emoções (2005);[14]
- Cenário (2006);
- Com amor (2007) - CD e DVD;
- Inesquecível (2008);[15]
- Nossas canções (2009);
- O melhor de Eduardo Lages (2010);[16]
- Romances (2012).

## Vida pessoal
Eduardo Lages é casado com Mércia Adamo Lages e pai de três filhas (Camille, Maria Eduarda e Christine) e quatro netas Natalie, Maria Fernanda, Ana Luiza e Mia) e um neto (Enrico).